# Berlinia coriacea
Berlinia coriacea là một loài rau đậu thuộc họ Fabaceae.
Loài này chỉ có ở Nigeria.
Chúng hiện đang bị đe dọa vì mất môi trường sống.